# Гаплогруппа E1b1b1 (Y-ДНК)
Гаплогруппа E1b1b1 (M35) — гаплогруппа ДНК Y-хромосомы человека.
Гаплогруппа E1b1b1 наряду с гаплогруппами E1b1b* (M215) и E1b1b2 (M281) является частью гаплогруппы E1b1b (M215).
В свою очередь, E1b1b1 делится на субклады: Гаплогруппа E1b1b1* (M35), Гаплогруппа E1b1b1a (V68), Гаплогруппа E1b1b1b (Z827), Гаплогруппа E1b1b1c (V6), Гаплогруппа E1b1b1d (V92).

## Происхождение

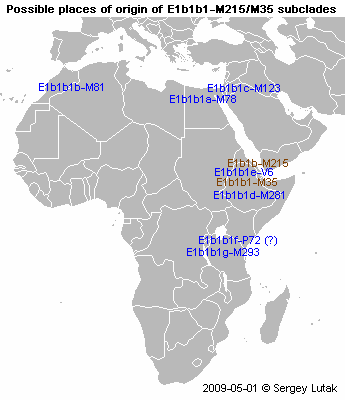
Возможные места возникновения субкладов Y-гаплогруппы E1b1b1

Вопрос о том, где возникла гаплогруппа E1b1b1, окончательно не решён (Восточная Африка или Средний Восток). Однако в настоящее время большинство исследователей склоняется в пользу Восточной Африки (возможно, район современной Северной Эфиопии). Относительно времени возникновения также нет единого мнения. Это связано с тем, что некоторые исследователи при определении возраста гаплогруппы используют так называемые эволюционные поправки Животовского, которые увеличивают первичный возраст примерно в 2-3 раза. Другие же исследователи не согласны с использованием этих поправок.
По расчётам компании YFull E1b1b1-M35 образовалась 34500 лет до настоящего времени.

## Распространение
Гаплогруппа E1b1b1 встречается в Африке (Восточная, Северная и Южная), Европе (Юго-Восточная, Южная и Центральная, Новгородская область) и Западной Азии.

## Субклады

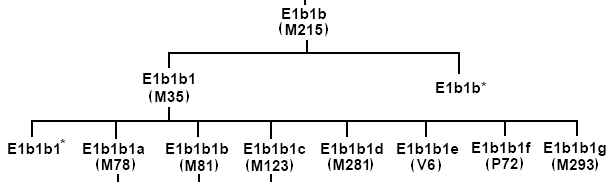
Гаплогруппы: E1b1b, E1b1b1 и её субклады

### E1b1b1*
Неклассифицированная гаплогруппа E1b1b1*.

### E1b1b1a (V68)
Гаплогруппа E1b1b1a (V68) является частью гаплогруппы E1b1b1. Гаплогруппа E1b1b1a (V68) в популяциях представлена в основным своим субкладом E1b1b1а1 (M78).
Гаплогруппа E1b1b1a1 (M78) возникла 9975±1500 лет назад на востоке современной Ливийской пустыни, которая в то время была плодородной местностью. Y-гаплогруппа Гаплогруппа E1b1b1a1 (M78) возникла в конце верхнего палеолита в Восточной Африке и связывается с носителями египетского языка.
В последующие тысячелетия представители гаплогруппы E1b1b1а1 (M78) распространились по всей территории Египта, где создали древнейшие агрокультуры, изобрели одну из древнейших письменностей, основали одно из древнейших и самое долговечное из государств на Земле — Древний Египет.
Начиная с эпохи Древнего царства, а возможно и раньше, представители гаплогруппы E1b1b1а1 (М78) стали распространяться за пределы Египта.
В настоящее время гаплогруппа E1b1b1a1 (M78) распространена среди народов Юго-Восточной, Южной и Центральной Европы (албанцы, греки, карпато-русины, македонцы-славяне и южные итальянцы), Северо-Восточной и Восточной Африки (египетские арабы и копты, западные суданцы, сомалийцы и эфиопы) и, в меньшей степени, Западной Азии (турки-киприоты, друзы и палестинские арабы).

### E1b1b1b (CTS1243/Z827)

#### E1b1b1b1 (L19/V257)

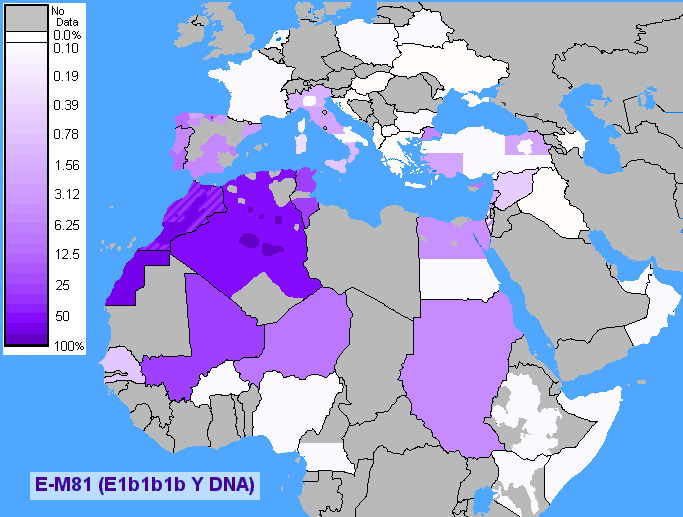
Распространение E1b1b1b1a-M81 в Африке, Азии и Европе

Гаплогруппа E1b1b1b1 (L19/V257) является частью гаплогруппы E1b1b1b (Z827). Гаплогруппа E1b1b1b1 (L19) образовалась 23600 л. н. (95% доверительный интервал 25700—21500 л. н.). В популяциях представлена в основным своим субкладом E1b1b1b1a (M81). Гаплогруппа E1b1b1b1a-M81 образовалась 13900 л. н. (95% доверительный интервал 15600—12200 л. н.), последний общий предок современных носителей M81 жил 2700 л. н. (95% доверительный интервал 3300—2200 л. н.).
PF2431 это сестринская ветвь для M81, которая была обнаружена в 2011 году. Ранее обозначалась как L19*/V257*. Эта мутация была обнаружена в Северной Африке (главным образом в Сусе (Марокко) и Египте, Сахеле (Чад, Нигер, Гамбия), Западной Европе (Великобритания (Дербишир), Германия, Швейцария, Испания, Италия) и на Ближнем Востоке (Карабах и Урмия). Гаплогруппа E-PF2431 образовалась 13900 лет назад (95% доверительный интервал 15600—12200 л. н.) и, как полагают, происходит из Зелёной Сахары. Последний общий предок современных носителей E-PF2431 жил 10800 лет (95% доверительный интервал 12700—9000 л. н.).

#### E1b1b1b2 (Z830)

##### E1b1b1b2a (M123/PF2023)
Гаплогруппа E1b1b1b2a (M123) является субкладом гаплогруппы E1b1b1b2 (Z830).

##### E1b1b1b2b (M293)
Гаплогруппа E1b1b1b2b (M293) является субкладом гаплогруппы E1b1b1b2 (Z830). Гаплогруппа E1b1b1b2b (M293) была выявлена в Южной Африке группой исследователей под руководством Henn в 2008 году.
Высокие уровни E-M293 были найдены в конкретных этнических групп в Танзании и Южной Африке: датога (43 %), кхве (кхое) (31 %), бурунге (28 %) и сандаве (24 %). Henn и соавт. в 2008 г. также нашли двух банту-говорящих кенийских мужчин с мутацией M293.
Beniamino Trombetta с соавторами в 2011 году выявили 21 мужчину гаплогруппы E1b1b1b2b* (M293), среди: эфиопских воламо (1 из 12 обследованных), кенийских банту (3 из 28), нило-сахароговорящих кенийцев (2 из 18), южно-африканских кхве (8 из 26) и бушменов (7 из 64).
Henn et al. предположили, что появление гаплогруппы E1b1b1b2b (M293) в Южной Африке связано с распространением скотоводства из Восточной Африки около 2000 лет назад.
Гаплогруппа E1b1b1b2b1 (P72) является субкладом гаплогруппы E1b1b1b2b (M293). SNP-мутация P72 была выявлена Karafet с соавторами в 2008 году. Beniamino Trombetta с соавторами в 2011 году выявили 1 мужчину гаплогруппы E1b1b1b2b1 (P72) среди 8 южно-африканских банту. Эти исследователи также определили, что E-P72 является субкладом гаплогруппы E1b1b1b2b (M293).

##### E1b1b1b2c (V42)
Гаплогруппа E1b1b1b2c (V42) является субкладом гаплогруппы E1b1b1b2 (Z830). Beniamino Trombetta с соавторами в 2011 году выявили 2 мужчин гаплогруппы E1b1b1b2c (V42) среди 22 обследованных эфиопских евреев.

### E1b1b1c (V6)
Гаплогруппа E1b1b1c (V6) является субкладом гаплогруппы E1b1b1 — потомки ханаанеев

### E1b1b1d (V92)
Гаплогруппа E1b1b1d (V92) является субкладом гаплогруппы E1b1b1. В 2011 году Beniamino Trombetta с соавторами выявили 1 мужчину гаплогруппы E1b1b1d (V92) из 34 обследованных эфиопов амхара.

### Филогенетическое древо и карты распределения Y-ДНК гаплогруппы E1b1b1
- Y-DNA Haplogroup E and Its Subclades from ISOGG 2013
- Map of E1b1b1 distribution in Europe
- E1b1b1g (E-M293), map.

### Проекты
- Haplozone::The E-M35 Phylogeny Project (former E3b Project)
- E-M35 Phylogeny Project Wiki
- Проект «Ytree» дискуссионного форума «Молекулярная генеалогия». Гаплогруппа E1b1b1. (недоступная ссылка)
- E1b1.org — международный Y-ДНК проект гаплогруппы E1b1 и её субкладов.